# Marussia MR03
Marussia MR03 byl vůz formule 1 týmu Marussia F1 Team nasazený pro rok 2014, MR03B je jeho modifikací pro rok 2015, nasazenou po změně majitele a přejmenování týmu na Manor Marussia F1 Team. V těchto sezónách se v kokpitu vozu vystřídalo několik závodních jezdců, jmenovitě Britové Max Chilton a Will Stevens, Španěl Roberto Merhi, Američan Alexander Rossi a Francouz Jules Bianchi, který s vozem ve Velké ceně Japonska 2014 havaroval a utrpěl smrtelná zranění.

## Kompletní výsledky ve Formuli 1
| Legenda k tabulce | Legenda k tabulce                                                                       |
| Barva             | Výsledek                                                                                |
| ----------------- | --------------------------------------------------------------------------------------- |
| Zlatá             | Vítěz                                                                                   |
| Stříbrná          | 2. místo                                                                                |
| Bronzová          | 3. místo                                                                                |
| Zelená            | Bodované umístění                                                                       |
| Modrá             | Nebodované umístění                                                                     |
| Modrá             | Dokončil neklasifikován (NC)                                                            |
| Fialová           | Odstoupil (Ret)                                                                         |
| Červená           | Nekvalifikoval se (DNQ)                                                                 |
| Červená           | Nepředkvalifikoval se (DNPQ)                                                            |
| Černá             | Diskvalifikován (DSQ)                                                                   |
| Bílá              | Nestartoval (DNS)                                                                       |
| Bílá              | Závod zrušen (C)                                                                        |
| Světle modrá      | Pouze trénoval (PO)                                                                     |
| Světle modrá      | Páteční testovací jezdec (TD)                                                           |
| Bez barvy         | Netrénoval (DNP)                                                                        |
| Bez barvy         | Vyřazen (EX)                                                                            |
| Bez barvy         | Nepřijel (DNA)                                                                          |
| Bez barvy         | Odvolal účast (WD)                                                                      |
| Bez barvy         | Nezúčastnil se (prázdné)                                                                |
| Označení          | Význam                                                                                  |
| Tučnost           | Pole position                                                                           |
| Kurzíva           | Nejrychlejší kolo                                                                       |
| †                 | Jezdec nedojel do cíle, ale byl klasifikován, protože odjel více než 90 % délky závodu. |
| ‡                 | Byl udělován poloviční počet bodů, protože bylo odjeto méně než 75 % délky závodu.      |
| Horní index       | Umístění bodujících jezdců ve sprintu                                                   |

| Rok  | Tým                    | Šasi           | Motor                | Pneu | Jezdci  | 1   | 2   | 3   | 4   | 5   | 6   | 7   | 8   | 9   | 10  | 11  | 12  | 13  | 14  | 15  | 16  | 17  | 18  | 19  | Body | Umístění |
| ---- | ---------------------- | -------------- | -------------------- | ---- | ------- | --- | --- | --- | --- | --- | --- | --- | --- | --- | --- | --- | --- | --- | --- | --- | --- | --- | --- | --- | ---- | -------- |
| 2014 | Marussia F1 Team       | Marussia MR03  | Ferrari 059/3 1,6 V6 | P    |         | AUS | MAL | BHR | CHN | ESP | MON | CAN | AUT | GBR | GER | HUN | BEL | ITA | SIN | JPN | RUS | USA | BRA | ABU | 2    | 9.       |
| 2014 | Marussia F1 Team       | Marussia MR03  | Ferrari 059/3 1,6 V6 | P    | Chilton | 13  | 15  | 13  | 19  | 19  | 14  | Ret | 17  | 16  | 17  | 16  | 16  | Ret | 17  | 18  | Ret |     |     |     | 2    | 9.       |
| 2014 | Marussia F1 Team       | Marussia MR03  | Ferrari 059/3 1,6 V6 | P    | Bianchi | NC  | Ret | 16  | 17  | 18  | 9   | Ret | 15  | 14  | 15  | 15  | 18  | 18  | 16  | 20  |     |     |     |     | 2    | 9.       |
| 2015 | Manor Marussia F1 Team | Marussia MR03B | Ferrari 059/3 1,6 V6 | P    |         | AUS | MAL | CHN | BHR | ESP | MON | CAN | AUT | GBR | HUN | BEL | ITA | SIN | JPN | RUS | USA | MEX | BRA | ABU | 0    | 10.      |
| 2015 | Manor Marussia F1 Team | Marussia MR03B | Ferrari 059/3 1,6 V6 | P    | Stevens | DNP | DNS | 15  | 16  | 17  | 17  | 17  | Ret | 13  | 16  | 16  | 15  | 15  | 19  | 14  | Ret | 16  | 17  | 18  | 0    | 10.      |
| 2015 | Manor Marussia F1 Team | Marussia MR03B | Ferrari 059/3 1,6 V6 | P    | Merhi   | DNP | 15  | 16  | 17  | 18  | 16  | Ret | 14  | 12  | 15  | 15  | 16  |     |     | 13  |     |     |     | 19  | 0    | 10.      |
| 2015 | Manor Marussia F1 Team | Marussia MR03B | Ferrari 059/3 1,6 V6 | P    | Rossi   |     |     |     |     |     |     |     |     |     |     |     |     | 14  | 18  |     | 12  | 15  | 18  |     | 0    | 10.      |
| 2015 | Manor Marussia F1 Team | Marussia MR03B | Ferrari 059/3 1,6 V6 | P    | Leimer  |     |     |     |     |     |     |     |     |     | TD  |     |     |     |     |     |     |     |     |     | 0    | 10.      |